# كارلوس مانويل ألفاريز
كارلوس مانويل ألفاريز هو صحفي وكاتب كوبي، ولد في 1989 في ماتانزاس في كوبا.